# Völkershain
Völkershain ist ein Ortsteil der Gemeinde Knüllwald im nordhessischen Schwalm-Eder-Kreis.

## Geographische Lage

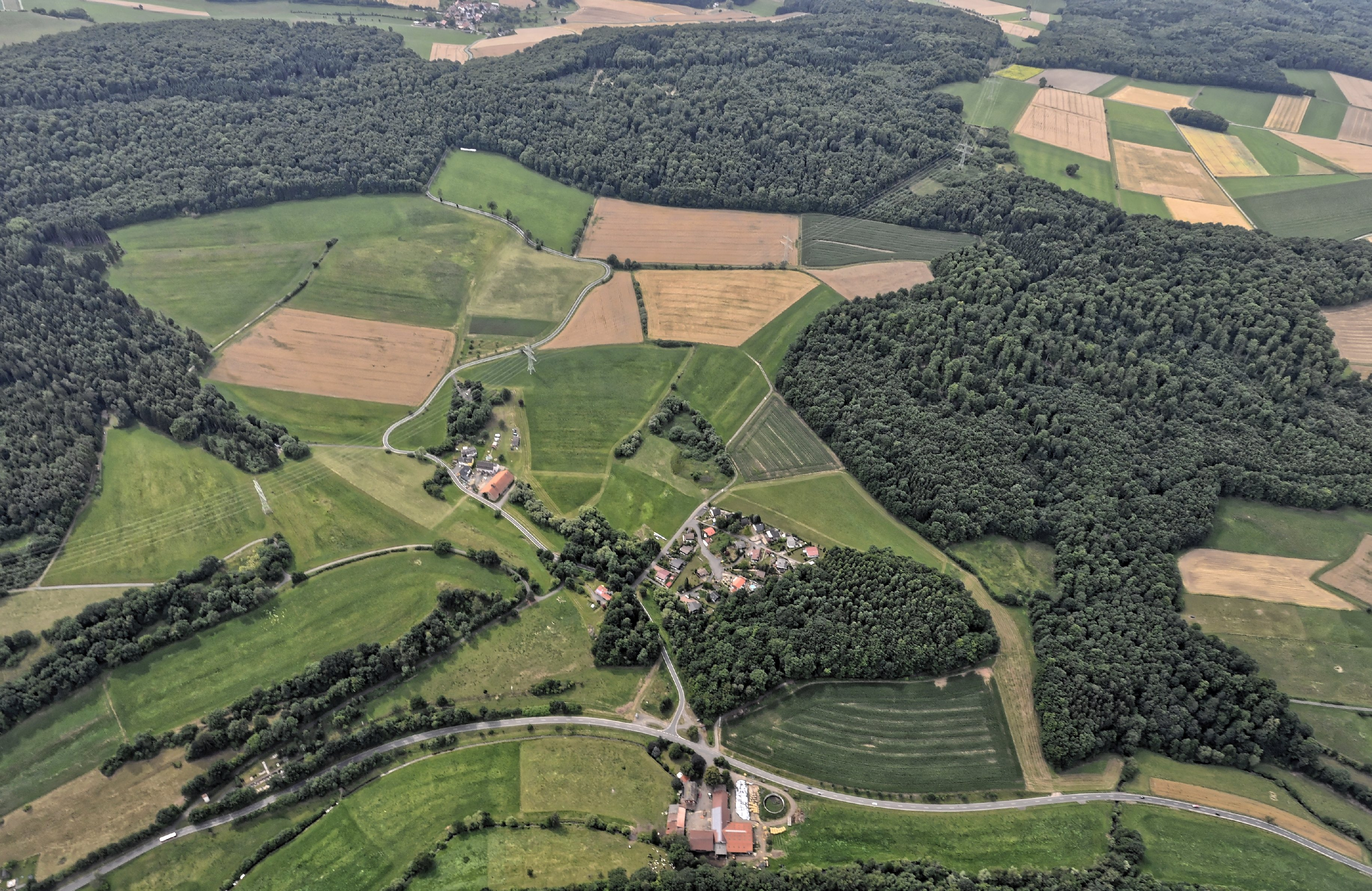
Die Ulrichsmühle (vorn), Immenhorst (Mitte) und der Basfelder Hof (Mitte links), alle in der Gemarkung Völkershain

Völkershain liegt im Nordteil des Knüllgebirges südwestlich des Exbergs (510,3 m ü. NN). Östlich tangiert wird das Dorf, unmittelbar unterhalb der Breitenbach-Einmündung, von der Efze. Jenseits des Bachs verläuft die Bundesautobahn 7.
In der Gemarkung von Völkershain befinden sich auch die 1971 angelegte Siedlung Immenhorst und der bereits im Mittelalter bekannte Hof Basfeld.

## Geschichte

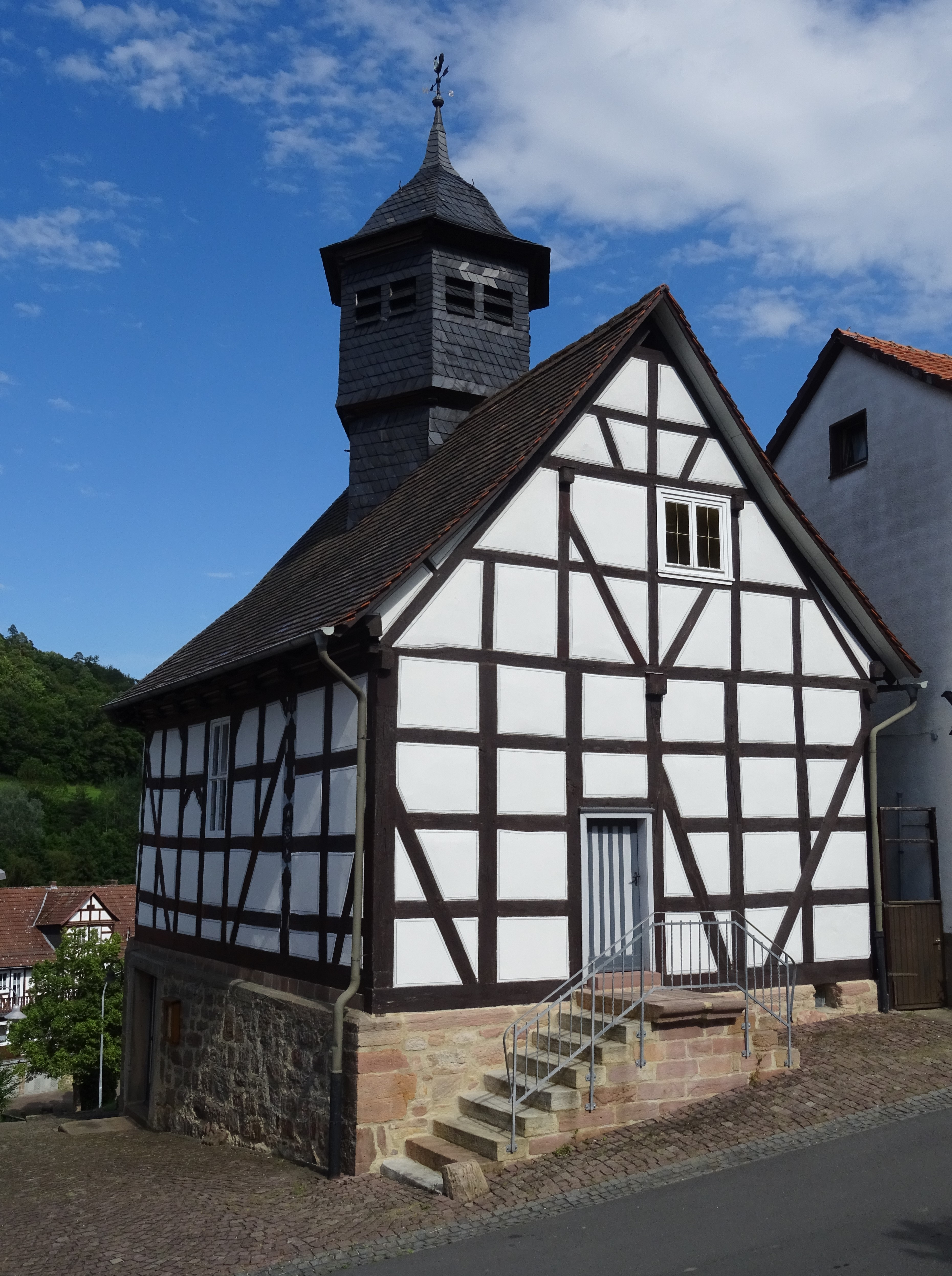
Ortskirche

Die älteste bekannte schriftliche Erwähnung von Völkershain erfolgte unter dem Namen Volkershain im Jahr 1462. Weitere Erwähnungen erfolgten unter den Ortsnamen (in Klammern das Jahr der Erwähnung): Volckershain (1575/85), Volckersheim (1603), Volckershausen (1611) und Völkershagen (1780).
Die Dorfkirche wurde im Jahre 1575 erbaut. 
Zum 31. Dezember 1971 fusionierte die bis dahin selbständige Gemeinde Völkershain im Zuge der Gebietsreform in Hessen mit acht weiteren Gemeinden freiwillig zur neuen Gemeinde Knüllwald. Für die nach Knüllwald eingegliederten, ehemals eigenständigen Gemeinden wurde je ein Ortsbezirk mit Ortsbeirat und Ortsvorsteher nach der Hessischen Gemeindeordnung gebildet.

## Bevölkerung
Einwohnerstruktur 2011
Nach den Erhebungen des Zensus 2011 lebten am Stichtag, dem 9. Mai 2011, in Völkershain 120 Einwohner. Darunter waren keine Ausländer. Nach dem Lebensalter waren 12 Einwohner unter 18 Jahren, 45 zwischen 18 und 49, 30 zwischen 50 und 64 und 30 Einwohner waren älter. Die Einwohner lebten in 57 Haushalten. Davon waren 15 Singlehaushalte, 18 Paare ohne Kinder und 15 Paare mit Kindern, sowie 6 Alleinerziehende und keine Wohngemeinschaften. In 15 Haushalten lebten ausschließlich Senioren und in 30 Haushaltungen lebten keine Senioren.
Einwohnerentwicklung
| Quelle: Historisches Ortslexikon | |
| • 1575:                          | 18 Hausgesesse |
| • 1585:                          | 18 Hausgesesse |
| • 1742:                          | 19 Häuser |
| • 1747:                          | 20 Hausgesesse |
| • 1769:                          | 121 Einwohner |
| • 1961:                          | Erwerbspersonen: 45 Land- und Forstwirtschaft, 41 Produzierendes Gewerbe, 10 Handel und Verkehr, 6 Dienstleistungen und Sonstiges |

| Völkershain: Einwohnerzahlen von 1834 bis 2011 | Völkershain: Einwohnerzahlen von 1834 bis 2011 | Völkershain: Einwohnerzahlen von 1834 bis 2011 | Völkershain: Einwohnerzahlen von 1834 bis 2011 | Völkershain: Einwohnerzahlen von 1834 bis 2011 |
| --- | ---------------------------------------------- | ---------------------------------------------- | ---------------------------------------------- | ---------------------------------------------- |
| Jahr |                                                |                                                |                                                | Einwohner                                      |
| 1834 | 1834                                           |                                                | 185                                            | 185                                            |
| 1840 | 1840                                           |                                                | 205                                            | 205                                            |
| 1846 | 1846                                           |                                                | 213                                            | 213                                            |
| 1852 | 1852                                           |                                                | 212                                            | 212                                            |
| 1858 | 1858                                           |                                                | 178                                            | 178                                            |
| 1864 | 1864                                           |                                                | 192                                            | 192                                            |
| 1871 | 1871                                           |                                                | 174                                            | 174                                            |
| 1875 | 1875                                           |                                                | 162                                            | 162                                            |
| 1885 | 1885                                           |                                                | 168                                            | 168                                            |
| 1895 | 1895                                           |                                                | 132                                            | 132                                            |
| 1905 | 1905                                           |                                                | 117                                            | 117                                            |
| 1910 | 1910                                           |                                                | 119                                            | 119                                            |
| 1925 | 1925                                           |                                                | 138                                            | 138                                            |
| 1939 | 1939                                           |                                                | 133                                            | 133                                            |
| 1946 | 1946                                           |                                                | 219                                            | 219                                            |
| 1950 | 1950                                           |                                                | 188                                            | 188                                            |
| 1956 | 1956                                           |                                                | 182                                            | 182                                            |
| 1961 | 1961                                           |                                                | 189                                            | 189                                            |
| 1967 | 1967                                           |                                                | 175                                            | 175                                            |
| 1980 | 1980                                           |                                                | ?                                              | ?                                              |
| 1990 | 1990                                           |                                                | ?                                              | ?                                              |
| 2000 | 2000                                           |                                                | ?                                              | ?                                              |
| 2011 | 2011                                           |                                                | 120                                            | 120                                            |
| Datenquelle: Historisches Gemeindeverzeichnis für Hessen: Die Bevölkerung der Gemeinden 1834 bis 1967. Wiesbaden: Hessisches Statistisches Landesamt, 1968. Weitere Quellen: LAGIS; Zensus 2011 |                                                |                                                |                                                |                                                |

Historische Religionszugehörigkeit
| Quelle: Historisches Ortslexikon |                                                                                               |
| • 1861:                          | 164 evangelisch-reformierte, 17 katholische Einwohner                                         |
| • 1885:                          | 165 evangelische (= 98,21 %), zwei katholische (= 1,18 %), ein jüdischer (= 0,60 %) Einwohner |
| • 1961:                          | 182 evangelische (= 96,30 %), 7 katholische (= 3,70 %) Einwohner                              |

## Politik

### Ortsbeirat
Für Völkershain besteht ein Ortsbezirk (Gebiete der ehemaligen Gemeinde Völkershain) mit Ortsbeirat und Ortsvorsteher nach der Hessischen Gemeindeordnung. Der Ortsbeirat besteht aus fünf Mitgliedern.
Bei den Kommunalwahlen in Hessen 2021 betrug die Wahlbeteiligung zum Ortsbeirat Völkershain 60,19 %. Alle Kandidaten gehörten der „Gemeinschaftsliste Völkershain“ an. Der Ortsbeirat wählte Theresa Doncev zur Ortsvorsteherin.

### Wappen
Am 11. September 1968 wurde der Gemeinde Völkershain im damaligen Landkreis Fritzlar-Homberg ein Wappen mit folgender Blasonierung verliehen: In Gold ein schwarzes, am Schnitt rot abgesetztes Vogelbein mit Kralle, im schwarzen Schildfuß eine stilisierte Blüte mit rotem Kelch.